# نيكلاس غودمونسون
نيكلاس غودمونسون (بالسويدية: Niklas Gudmundsson)‏ هو لاعب كرة قدم سويدي في مركز الوسط، ولد في 29 فبراير 1972 في Trönninge, Halmstad ‏ في السويد. شارك مع منتخب السويد تحت 17 سنة لكرة القدم ومنتخب السويد تحت 20 سنة لكرة القدم ومنتخب السويد تحت 21 سنة لكرة القدم ومنتخب السويد تحت 23 سنة لكرة القدم ومنتخب السويد لكرة القدم. أما مع النوادي، فقد لعب مع إيبسويتش تاون وبلاكبيرن روفرز ونادي إلفسبورغ ونادي مالمو ونادي هالمستاد.

## وصلات خارجية
- نيكلاس غودمونسون على موقع الاتحاد الدولي (مؤرشف)  (الإنجليزية)
- نيكلاس غودمونسون على موقع قاعدة بيانات كرة القدم.إي يو (الإنجليزية)
- نيكلاس غودمونسون على موقع ناشيونال فوتبول تيمز (الإنجليزية)
- نيكلاس غودمونسون على موقع Soccerbase.com (لاعب) (الإنجليزية)
- نيكلاس غودمونسون على موقع عالم كرة القدم.نت (الإنجليزية)
- نيكلاس غودمونسون على موقع أوليمبيديا (الإنجليزية)
- نيكلاس غودمونسون على موقع اللجنة الأولمبية السويدية (السويدية)